# Nicole Rivkin
Nicole Rivkin (* 16. April 2003 in Krasnojarsk, Russland) ist eine deutsche Tennisspielerin.

## Karriere
Rivkin begann mit vier Jahren mit dem Tennisspielen und bevorzugt Hartplätze. Sie spielt bislang vor allem auf der ITF Juniors Tour und der ITF Women’s World Tennis Tour auf der sie bisher einen Sieg im Doppel erreichte.
2017 erspielte sich Rivkin die ersten Weltranglistenpunkte für die Juniorinnenweltrangliste. Mit Franziska Sziedat trat sie im selben Jahr bei den Braunschweig Women’s Open im Doppel an. Die Paarung unterlag aber bereits in der ersten Runde.
2019 erreichte sie mit einem Sieg über Selina Dal das Achtelfinale der Nationale Deutsche Hallen-Tennismeisterschaften, wo sie dann aber Natalia Siedliska 4:6 und 3:6 unterlag.
2020 trat sie bei der DTB German Pro Series an, konnte aber in ihrer Gruppe kein Spiel gewinnen und belegte nur den letzten Platz.
2021 wurde sie ins Porsche Junior Team berufen. Im Februar erhielt sie daraufhin zusammen mit ihrer Partnerin Noma Noha Akugue eine Wildcard für das Hauptfeld im Damendoppel des Tennis Future Hamburg. Die beiden konnten ihr Auftaktmatch gegen Anna Klasen und Tamara Korpatsch gewinnen und unterlagen dann in der zweiten Runde aber Anna Bondár und Tereza Mihalíková knapp in drei Sätzen. Bei den French Open, ihrem ersten Grand-Slam-Turnier, trat Rivkin sowohl im Juniorinneneinzel als auch im Juniorinnendoppel mit Partnerin Hanne Vandewinkel an, schied aber in beiden Konkurrenzen bereits in der ersten Runde aus.
Rivkin spielt 2021 in der 2. Tennis-Bundesliga für den DTV Hannover.

## Turniersiege

### Doppel
| Nr. | Datum             | Turnier | Kategorie | Belag | Partnerin           | Finalgegnerin                | Ergebnis  |
| --- | ----------------- | ------- | --------- | ----- | ------------------- | ---------------------------- | --------- |
| 1.  | 10. Dezember 2023 | Antalya | ITF W15   | Sand  | Katerina Tsygourova | Mayuka Aikawa Marie Mettraux | 7:65, 7:5 |

## Persönliches
Rivkin besuchte die Carl-Friedrich-Gauß-Schule in Hemmingen, wo sie im Rahmen der Übergabe der Abschlusszeugnisse in Klasse 10 mit der Pierre-de-Coubertin-Medaille ausgezeichnet wurde.